# Конопатов, Александр Дмитриевич
Алекса́ндр Дми́триевич Конопатов (22 марта 1922, с. Киевское, Краснодарский край — 23 мая 2004, Воронеж) — советский и российский учёный, инженер, эксперт в области авиационных и ракетных двигателей, физико-технических проблем энергетики, Главный конструктор ОКБ-154 (1965—1993 гг.), Герой Социалистического Труда (1966), член-корреспондент АН СССР, академик РАН, лауреат Ленинской премии и Государственной премии СССР.

## Трудовая биография
Александр Конопатов родился в 1922 году в семье рабочего-нефтяника. В 1939 году Александр Конопатов поступил в Новосибирский инженерно-строительный институт. В первые же дни Великой Отечественной войны студент Конопатов предпринял попытку поступить в военное училище, однако ему было отказано по медицинским показаниям. Осенью 1941-го Александр Конопатов перевёлся в Московский авиационно-технологический институт, который в то время был эвакуирован из Москвы в Новосибирск.
После окончания института был направлен ОКБ-154. Работал инженером, ведущим конструктором, начальником КБ, первым заместителем Главного конструктора. Был учеником и соратником С. А. Косберга. В 1965—1993 годах в должности Главного конструктора возглавлял Воронежское Конструкторское бюро химавтоматики (КБХА).
После выхода на пенсию (1993) являлся советником генерального конструктора АО «КБ Химавтоматика».

## Научно-практическая деятельность
С 1953 года Александр Конопатов был привлечён к разработке самолетных двигателей, использующих однокомпонентное топливо (ЖРД). Результатом инженерных и научно-практических работ в этой области стало создание надёжных двигателей, использованных в самолетах ЯК-27В и других.
Начиная с 1958 года — он переключился на разработку ракетных двигателей. Участвовал в создании ЖР-двигателей для ракет-носителей космического назначения, а также для боевых ракет. В частности, при его участии был создан двигатель РД0105, который использовался в спутниках «Луна-1», «Луна-2» и «Луна-3».
В 1976 году Александр Дмитриевич Конопатов осуществлял общее руководство работами по созданию многих двигателей для ракетно-космической техники в должности главного конструктора КБХА, в том числе и  двигателя РД-0120 применявшегося на ракете Энергия.
С 1976 года — член-корреспондент АН СССР, а с 1991 года — академик РАН.

## Награды
- Герой Социалистического Труда (1966)
- Лауреат Ленинской премии (1976)
- Лауреат Государственной премии СССР (1970) за участие в разработках технологий доставки лунного грунта на Землю
- Два ордена Ленина
- Орден Октябрьской Революции
- Кавалер Золотого Почетного знака «Общественное признание» (1999)
- Почетный гражданин города Воронежа (1993)

## Память

Мемориальная доска Конопатову

- На доме, где жил Александр Конопатов в Воронеже (ул. Дзержинского, 3) установлена мемориальная доска[4].
- 12 марта 2012 года в Воронеже на территории КБХА был открыт памятник А. Конопатову[5].
- В Воронеже именем учёного названа улица Академика Конопатова.